# كينت بيرسون (سياسي)
كينت بيرسون (بالسويدية: Kent Persson)‏ هو سياسي سويدي، ولد في 4 فبراير 1951. حزبياً، نشط في حزب اليسار. وقد انتخب عضو البرلمان السويدي ‏.